# Marc-Emile Ruchet
Pour les articles homonymes, voir Ruchet.
 (août 2021).
Si vous disposez d'ouvrages ou d'articles de référence ou si vous connaissez des sites web de qualité traitant du thème abordé ici, merci de compléter l'article en donnant les références utiles à sa vérifiabilité et en les liant à la section « Notes et références ».
Marc-Emile Ruchet, né le 14 septembre 1853 à Saint-Saphorin-sur-Morges (originaire de Bex) et mort dans la même ville le 13 juillet 1912, est une personnalité politique suisse, membre du parti radical-démocratique. Il est conseiller fédéral de 1900 à juin 1912 et président de la Confédération en 1905 et 1911.

## Biographie
Après avoir fait ses études de droit à Lausanne et à Heidelberg, Marc-Emile Ruchet revient à Lausanne pour y pratiquer le barreau. Membre de la Société d'étudiants Helvétia, il entre en 1876 dans l'étude de Louis Ruchonnet, d'abord comme stagiaire puis comme associé, enfin, dès 1881, comme successeur.
Franc-maçon, il est membre de la loge « Liberté » de Lausanne, appartenant à la Grande Loge suisse Alpina. Il est aussi lieutenant-colonel de la justice militaire.

### Parcours politique
Élu député au Grand Conseil en 1882, il préside simultanément le Conseil communal de Lausanne et le Grand Conseil, en 1887.
Il est élu au Conseil d'État le 6 février 1894, après l'élection d'Eugène Ruffy au Conseil fédéral. Il y reste jusqu'en 1899 alors qu'il reprend le Département de l'instruction publique et des cultes. On lui doit la nouvelle École normale, la gratuité des écoles enfantines et la loi sur la conservation des monuments historique. Président du gouvernement en 1898, il est délégué au Conseil des États de 1887 à 1894 et de 1896 à 1899, son siège sera ensuite occupé par Adrien Thélin. Il occupe plusieurs sièges de conseils d'administration du secteur parapublic, comme à la Banque cantonale vaudoise ou à la compagnie de chemins de fer de la Suisse occidentale et du Simplon. À partir de 1881, il est membre du conseil de surveillance de la Banque cantonale vaudoise, et, à partir de 1883, de la commission centrale d'impôts. Il remplit ces fonctions jusqu'à son entrée au Conseil d'État.
Le 14 décembre 1899, il est élu conseiller fédéral en remplacement d'Eugène Ruffy (36e conseiller fédéral de l'histoire). Réélu à quatre reprises, il est président de la Confédération en 1905 et 1911.
Son nom est attaché à la loi sur les forêts (1902) et à la fondation de la Ligue pour la conservation de la Suisse pittoresque (1905), à l'origine du Heimatschutz. Il conduit tout au long de son parcours bernois les destinées du Département de l'intérieur.
Affecté par le décès de son épouse en 1909, et atteint dans sa santé, il annonce en 1912 sa démission avant de mourir quelques jours plus tard.